# Bahr el Ghazal Zachodni
Bahr el Ghazal Zachodni (ang. Western Bahr el Ghazal; d. arab. غرب بحر الغزال – Gharb Bahr al-Ghazāl) –  stan w Sudanie Południowym istniejący do 2015 roku (wówczas podzielony na stany Wau i Lol) i ponownie od 2020 roku. Do 2015 roku w jego skład wchodziły 3 hrabstwa.